# 291-я штурмовая авиационная дивизия
291-я штурмовая авиационная Воронежско-Киевская дивизия — воинское соединение Вооружённых Сил СССР в Великой Отечественной войне. Участвовала в Сталинградской битве, Воронежско-Касторненской наступательной операции, Курской битве, освобождении Украины.

## Наименования
- 291-я смешанная авиационная дивизия[1];
- 291-я штурмовая авиационная дивизия[1];
- 291-я штурмовая авиационная Воронежская дивизия[1];
- 291-я штурмовая авиационная Воронежско-Киевская дивизия[1];
- 10-я гвардейская штурмовая авиационная Воронежско-Киевская дивизия[1];
- 10-я гвардейская штурмовая авиационная Воронежско-Киевская Краснознамённая дивизия[1];
- 10-я гвардейская штурмовая авиационная Воронежско-Киевская Краснознамённая ордена Кутузова дивизия[1];
- 10-я гвардейская штурмовая авиационная Воронежско-Киевская Краснознамённая орденов Суворова и Кутузова дивизия[1];
- 118-я гвардейская истребительная авиационная Воронежско-Киевская Краснознамённая орденов Суворова и Кутузова дивизия ПВО[1];
- Войсковая часть (полевая почта) 49782[1].

## История
Дивизия сформирована 20 июля 1942 года в Московском военном округе как 291-я смешанная авиационная дивизия на основании Приказа ВГК № 00147 от 20 июля 1942 года на базе управления Военно-воздушных сил 2-й ударной армии. Дивизия направлена на доукомплектование на 7-й участок торфоразработок Московской области. В состав дивизии вошли:
- 671-й штурмовой авиационный полк;
- 687-й штурмовой авиационный полк;
- 807-й штурмовой авиационный полк.

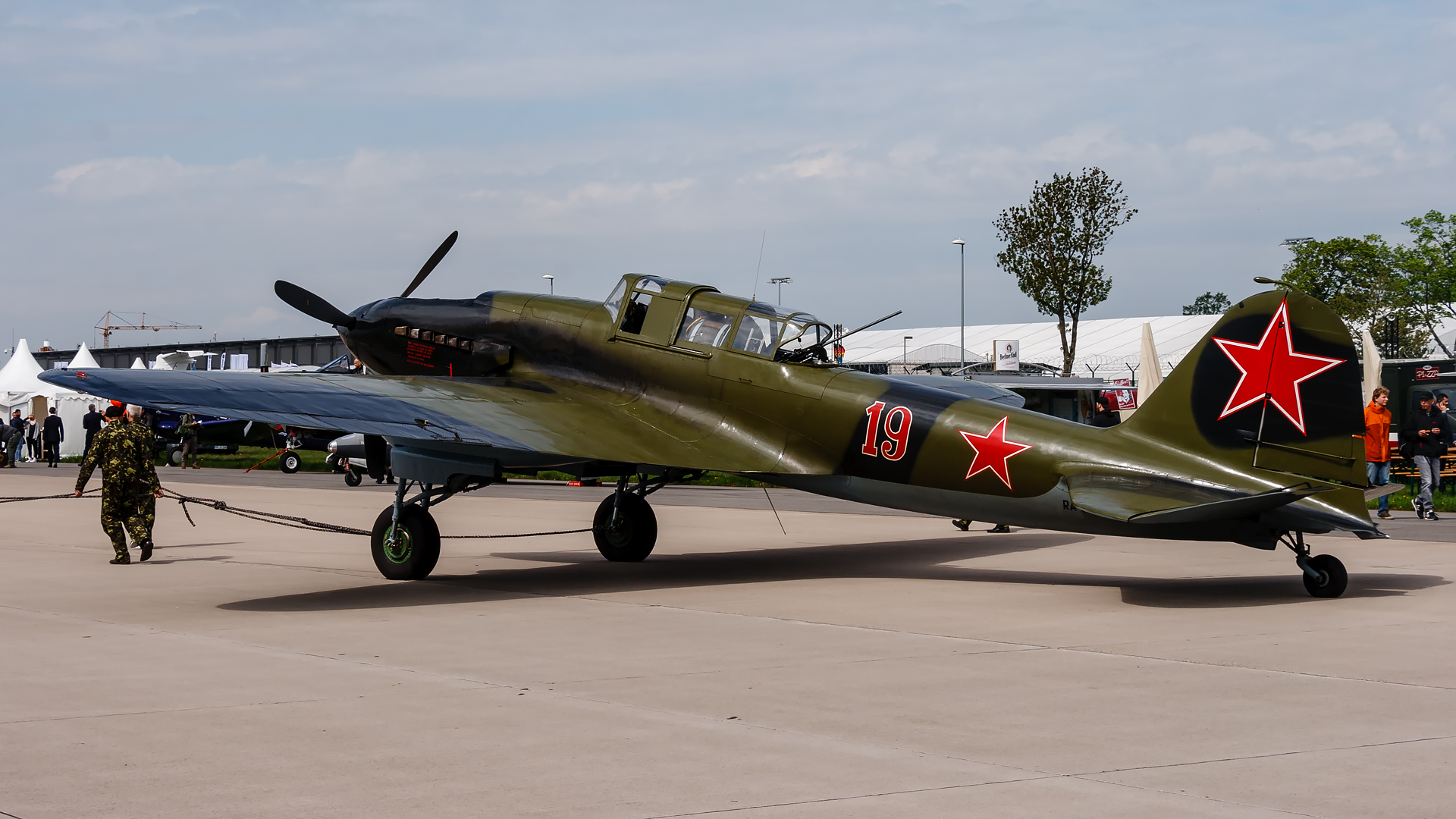
Дивизия всю войну прошла на самолётах Ил-2. Конструкторы называли разработанный ими штурмовик Ил-2 «летающим танком», пилоты-истребители люфтваффе прозвали его «бетонным самолётом» (нем. Betonflugzeug), солдаты вермахта называли его «чумой» (нем. Schwarzer Tod, дословно: «чёрная смерть»).

25 августа полки были отпарвлены на Калининский фронт, а управление дивизии приказом командующего 2-й воздушной армии убыло на Сталинградский фронт на аэродром Николаевское в районе города Камышин. В состав дивизии вошли полки:
- 243-й штурмовой авиационный полк;
- 245-й штурмовой авиационный полк;
- 313-й штурмовой авиационный полк;
- 954-й штурмовой авиационный полк.

Дивизия перебазировалась на аэродром Новогеоргиевка и 3 сентября 1942 года приступила к боевым действиям в составе 16-й воздушной армии.
10 декабря 1942 года полки дивизии были переданы в состав 228-й штурмовой авиадивизии. 28 декабря дивизия получила в свой состав 826-й штурмовой авиационный полк и вошла в состав 2-й воздушной армии Воронежского фронта и перебазировалась на аэродром Архангельское, где получила 606-й штурмовой авиационный полк. 11 января 1943 года дивизия начала боевую работу на Воронежском фронте.
15 марта по приказу командующего 2-й воздушной армии в дивизию вошли новые полки: 617-й штурмовой авиационный полк и 737-й истребительный авиационный полк. 26 марта после напряженной боевой работы дивизия убывает на переформирование и доукомплектование материальной частью и личным составом в Старый Оскол. Находясь на формировании в состав дивизии вошли 61-й Краснознамённый и 241-й штурмовые авиационные полки, а 806-й и 606-й штурмовые авиационные полки приказом командующего 2-й воздушной армии 15 апреля 1943 года передали в 61-й Краснознамённый и 241-й штурмовые авиационные полки остатки материальной части и убыли на переформирование. Оставшиеся 61-й Краснознамённый, 617-й, и 241-й штурмовые авиационные полки и 737-й истребительный авиационный полк доукомплектовались материальной частью и личным составом, перебазировались на аэродром Солнцево. Приказом НКО СССР № 0207 от 04.05.1943 года дивизии присвоено собственное наименование «Воронежская».

### Боевой путь
- Участвовала в Сталинградской битве, Воронежско-Касторненской наступательной операции, Курской битве, освобождении Украины, в Ясско-Кишинёвской и Белградской наступательных операциях.
- В сентябре 1942 года 30-й бомбардировочный авиационный полк был заменён на 313-й штурмовой авиационный полк и дивизия стала именоваться как 291-я штурмовая авиационная дивизия.
- Боевые действия дивизия начала с 06.09.1942 г. на Сталинградском фронте штурмовками и бомбовыми ударами в районе Воропаево — Кузьмичи — Древний вал — Конный разъезд. За два месяца боевой работы лётчики 291-шад совершили свыше 300 самолёто-вылетов, провели 40 воздушных боев, сбили 9 вражеских самолётов (два из них на боевом счету подполковника Витрука). Уничтожено до 313 танков, свыше 122 автомашин, 250 орудий и много другой техники и живой силы противника.
- С конца января 1943 года участвовала в Воронежско-Касторненской наступательной операции. Дивизия вела штурмовку в районе Белгорода: Сокольники, Померки и Микояновка и в районе Водолага — Мерефа и Чугуева
- 25.01.1943 освобождён Воронеж, 16.02.1943 — Грайворон, 26.02.1943 — Гадяч.
- За успешные боевые действия на воронежской земле и за вклад в освобождение Воронежа и других городов Воронежской области 291-я штурмовая авиационная дивизия в мае 1943 г. Приказом Верховного Главнокомандующего Сталина получила почётное наименование «Воронежская» (май 1943)[3]
- В Курской битве в апреле — июне 1943 года вела боевые действия в районе Суджа — Волочанск, Харьковский аэроузел (Харьков — Рогань — Томаровка — Микояновка), Харьковский ж/д узел, Водолага — Мерефа; в районе Обоянь — Тросное — Змиев — Лебедин, штурмовал технику на дорогах Харьков — Белгород, а также на обоянском направлении — в районах Зыбино, Казацкое, Черкасское, Томаровка и Бутово.
- 6 ноября 1943 года в 4 утра освобождён Киев. Приказом Верховного Главнокомандующего № 37 от 06.11.1943 года в ознаменование одержанной победы в боях за освобождение города Киева ей присвоено почётное наименование «Киевская»[4]
- В конце декабря 1943 г. началась Житомирско-Бердичевская наступательная операция. Дивизия поддерживала наступающие войска в направлении Бердичев-Новоград-Волынский, район Радомышля. 24.12.1943 освобождены центры Житомирской области — Брусилов, Корнин, Попельню. 27.12.1943 освобождён Житомир.
- В конце января началась Корсунь-Шевченковская наступательная операция. Силы 2-й воздушной армии сосредоточились южнее Киева. 26 января в районе Звенигородки были окружены и зажаты в кольцо десять немецких дивизий. 2 февраля 1944 Освобождён Луцк
- 5-го февраля 1944 года издан Приказ НКО СССР № 018 от 05.02.1944[5] о преобразовании дивизии и всех её полков и присвоении дивизии и всем её полкам почётного Гвардейского звания за вклад дивизии в разгром гитлеровских войск, за проявленный массовый героизм, отвагу, стойкость и мужество, самоотверженность и смелость личного состава дивизии, проявленные в боях под Воронежем, Курском и Киевом.
- Отныне дивизия именовалась — 10-я гвардейская штурмовая авиационная Воронежско-Киевская дивизия, 61-й шап — 165-й гвардейский штурмовой авиационный полк 241-й шап — 166-й гвардейский штурмовой авиационный полк, 617-й шап — 167-й гвардейский штурмовой авиационный полк, 737 иап — 168-й гвардейский истребительный авиационный полк. Командиру дивизии Герою Советского Союза А. Н. Витруку было присвоено воинское звание «генерал-майор авиации».

- Далее гвардейская дивизия в ноябре 1944 — мае 1945 гг. дислоцировалась на территории Югославии и оказывала ВВС Народно-освободительной армии Югославии большую помощь в обучении лётчиков и авиационных техников.
- Награждена орденами Красного Знамени, Суворова 2-й степени, Кутузова 2-й степени;
- сотни её воинов награждены орденами и медалями, 10 удостоены звания Героя Советского Союза.
- Завершила войну как 10-я гвардейская штурмовая авиационная Воронежско-Киевская Краснознамённая орденов Суворова и Кутузова дивизия.
- В 1945 году расформирована.

## Состав
- 671-й штурмовой авиационный полк[2] — с 20 июля по 25 августа 1942 года. Убыл в 212-ю штурмовую авиационную дивизию.
- 687-й штурмовой авиационный полк[2] — с 20 июля по 25 августа 1942 года. Убыл в 212-ю штурмовую авиационную дивизию.
- 807-й штурмовой авиационный полк[2] — с 20 июля по 25 августа 1942 года. Убыл в 212-ю штурмовую авиационную дивизию.
- 243-й штурмовой авиационный полк[2] - с 25 августа по 10 декабря 1942 года. Убыл в 228-ю штурмовую авиационную дивизию.
- 245-й штурмовой авиационный полк[2] - с 25 августа по 30 ноября 1942 года. Убыл в 228-ю штурмовую авиационную дивизию.
- 313-й штурмовой авиационный полк[2] - с 25 августа по 10 декабря 1942 года. Убыл в 228-ю штурмовую авиационную дивизию.
- 954-й штурмовой авиационный полк[2] - с 25 августа по 2 декабря 1942 года. Убыл в 228-ю штурмовую авиационную дивизию.
- 30-й скоростной бомбардировочный авиационный полк — с ? 1942 года по 13 сентября 1942 года.
- 606-й штурмовой авиационный полк[2] — с 28 декабря 1942 года по 15 апреля 1943 года. На переформирование.
- 826-й штурмовой авиационный полк[2] — с 28 декабря 1942 года по 15 апреля 1943 года. На переформирование.
- 737-й истребительный авиационный полк[2] — с 15 марта 1943 года по 5 февраля 1944 года. Приказом НКО № 018 от 5 февраля 1944 года преобразован в 168-й гвардейский истребительный авиационный полк.
- 617-й штурмовой авиационный полк[2] — с 15 марта 1943 года по 5 февраля 1944 года. Приказом НКО № 018 от 5 февраля 1944 года преобразован в 167-й гвардейский штурмовой авиационный полк.
- 61-й штурмовой авиационный Краснознамённый полк[2] — с 15 апреля 1943 года по 5 февраля 1944 года. Приказом НКО № 018 от 5 февраля 1944 года преобразован в 165-й гвардейский штурмовой авиационный полк.
- 241-й штурмовой авиационный полк[2][6] — с марта 1943 года по 5 февраля 1944 года. Приказом НКО № 018 от 5 февраля 1944 года преобразован в 166-й гвардейский штурмовой авиационный полк.

## В составе объединений
| Дата          | Фронт (округ)        | Армия                                                 | Примечания |
| ------------- | -------------------- | ----------------------------------------------------- | ---------- |
| 20.07.1942 г. | Резерв Ставки ВГК    | 2-я истребительная авиационная армия                  | -          |
| 01.08.1942 г. | Резерв Ставки ВГК    | 16-я воздушная армия                                  | -          |
| 04.09.1942 г. | Сталинградский фронт | 16-я воздушная армия                                  | -          |
| 30.09.1942 г. | Донской фронт        | 16-я воздушная армия                                  | -          |
| 10.12.1942 г. | Резерв Ставки ВГК    | 16-я воздушная армия 3-й штурмовой авиационный корпус | -          |
| 02.01.1943 г. | Воронежский фронт    | 2-я воздушная армия                                   | -          |
| 20.10.1943 г. | 1-й Украинский фронт | 2-я воздушная армия                                   | -          |
| 05.02.1944 г. | 1-й Украинский фронт | 2-я воздушная армия                                   | -          |

## Командир дивизи
- полковник, генерал-майор авиации (с февраля 1944 года) Витрук Андрей Никифорович, 22.07.1942 — 05.02.1944

## Участие в операциях и битвах
- Сталинградская битва – с 4 сентября по 10 декабря 1942 года.
- Острогожско-Россошанская операция – с 13 по 27 января 1943 года.
- Воронежско-Касторненская операция – с 24 января по 2 февраля 1943 года.
- Харьковская операция – с 2 февраля по 25 марта 1943 года.
- Курская битва – с 5 июля по 23 августа 1943 года.
  - Белгородско-Харьковская операция – с 3 по 23 августа 1943 года.
- Киевская наступательная операция – с 3 ноября по 22 декабря 1943 года.
- Днепровско-Карпатская операция:
  - Корсунь-Шевченковская операция – с 24 января по 5 февраля 1944 года.

## Почётные наименования
| Почётное наименование | Дата                                    | За что получена |
| --------------------- | --------------------------------------- | --- |
| «Воронежская»         | Приказ НКО СССР № 0207 от 04.05.1943 г. | За успешные боевые действия на воронежской земле и за вклад в освобождение Воронежа и других городов Воронежской области |
| «Киевская»            | Приказ НКО СССР от 06.11.1943 г.        | За непосредственное участие в освобождении столицы Украинской ССР города Киева                                           |

## Преобразование в гвардейские
За отличные боевые действия, проявленные отвагу за отечество, героизм, стойкость, дисциплину и организованность на фронтах Отечественной войны против немецких захватчиков приказом НКО СССР № 018 от 05.02.1944 года:
- 291-я штурмовая авиационная дивизия преобразована в 10-ю гвардейскую штурмовую авиационную Воронежско-Киевскую дивизию;
- 61-й штурмовой авиационный Краснознамённый полк — в 165-й гвардейский штурмовой авиационный Краснознамённый полк;
- 241-й штурмовой авиационный полк — в 166-й гвардейский штурмовой авиационный полк;
- 617-й штурмовой авиационный полк — в 167-й гвардейский штурмовой авиационный полк;
- 737-й истребительный авиационный полк — в 168-й гвардейский истребительный авиационный полк;
- 244-я отдельная рота связи — в 37-ю отдельную гвардейскую роту связи.

## Благодарности Верховного Главнокомандующего
- За отличие в боях при овладении столицей Советской Украины городом Киев — крупнейшим промышленным центром и важнейшим стратегическим узлом обороны немцев на правом берегу Днепра[7].

## Герои Советского Союза
- Алексухин, Василий Тимофеевич, старший лейтенант, командир звена 617-го штурмового авиационного полка за образцовое выполнение боевых заданий командования на фронте борьбы с немецкими захватчиками и проявленные при этом отвагу и геройство Указом Президиума Верховного Совета СССР от 4 февраля 1944 года присвоено звание Героя Советского Союза (Посмертно).
- Алимкин, Иван Николаевич, младший лейтенант, заместитель командира и штурман эскадрильи 617-го штурмового авиационного полка за образцовое выполнение боевых заданий командования на фронте борьбы с немецкими захватчиками и проявленные при этом отвагу и геройство Указом Президиума Верховного Совета СССР от 13 апреля 1944 года присвоено звание Героя Советского Союза. Медаль № 3385.
- Гарин Борис Иванович, капитан, командир эскадрильи 617-го штурмового авиационного полка 291-й штурмовой авиационной дивизии 2-й воздушной армии Воронежского фронта, за образцовое выполнение боевых заданий командования на фронте борьбы с немецкими захватчиками и проявленные при этом отвагу и геройство Указом Президиума Верховного Совета СССР от 4 февраля 1944 года присвоено звание Героя Советского Союза. Медаль № 2380.
- Матвеев Александр Васильевич, лейтенант, командир эскадрильи 241-го штурмового авиационного полка за образцовое выполнение боевых заданий командования на фронте борьбы с немецко-фашистскими захватчиками и проявленные при этом мужество и героизм Указом Президиума Верховного Совета СССР от 4 февраля 1944 года удостоен звания Героя Советского Союза с вручением ордена Ленина и медали «Золотая Звезда». Медаль № 3188.

## Память
- В школе № 478 города Москвы в районе Текстильщики создан Музей «Боевой путь 10-й гвардейской штурмовой авиационной Воронежско-Киевской Краснознамённой дивизии и боевой славы».